# Mary-Estelle Mahuk
Mary-Estelle Kapalu, coniugata Mahuk (Tanna, 11 agosto 1966), è un'ex velocista e ostacolista vanuatuana.

## Biografia
Avvicinatasi all'atletica leggera all'età di 7 anni, nel corso della sua carriera, Mahuk ha preso parte a tre edizioni consecutive dei Giochi olimpici rappresentando Vanuatu da Barcellona 1992 a Sydney 2000, in quest'ultima occasione è stata portabandiera nel corso della cerimonia d'apertura della manifestazione. Ha inoltre rappresentato lo stato insulare dell'Oceano Pacifico nel corso di quattro edizioni dei Giochi del Commonwealth e numerose volte ai Mondiali. In territorio continentale sono cospicue le sue vittorie nei Giochi del Pacifico e nei campionati oceaniani.

## Palmarès
| Anno | Manifestazione               | Sede         | Evento      | Risultato | Prestazione | Note |
| ---- | ---------------------------- | ------------ | ----------- | --------- | ----------- | ---- |
| 1981 | Mini-Giochi del Sud Pacifico | Honiara      | 400 m piani | 4ª        | 1'00"67     |      |
| 1982 | Giochi del Commonwealth      | Brisbane     | 200 m piani | Batteria  | 27"64       |      |
| 1982 | Giochi del Commonwealth      | Brisbane     | 400 m piani | Batteria  | 59"85       |      |
| 1983 | Giochi del Sud Pacifico      | Apia         | 200 m piani | 6ª        | 26"60       |      |
| 1983 | Giochi del Sud Pacifico      | Apia         | 400 m piani | Bronzo    | 59"05       |      |
| 1985 | Mini-Giochi del Sud Pacifico | Rarotonga    | 100 m piani | 4ª        | 12"82       |      |
| 1985 | Mini-Giochi del Sud Pacifico | Rarotonga    | 400 m piani | Argento   | 58"95       |      |
| 1986 | Giochi del Commonwealth      | Edimburgo    | 200 m piani | Batteria  | 26"02       |      |
| 1986 | Giochi del Commonwealth      | Edimburgo    | 400 m piani | Batteria  | 58"43       |      |
| 1991 | Mondiali                     | Tokyo        | 200 m piani | Batteria  | dns         |      |
| 1991 | Mondiali                     | Tokyo        | 400 m piani | Batteria  | 56"47       |      |
| 1991 | Giochi del Sud Pacifico      | Apia         | 200 m piani | 5ª        | 26"19       |      |
| 1991 | Giochi del Sud Pacifico      | Apia         | 400 m piani | Oro       | 55"82       |      |
| 1991 | Giochi del Sud Pacifico      | Apia         | 400 m hs    | Oro       | 1'00"98     |      |
| 1992 | Giochi olimpici              | Barcellona   | 400 m piani | Batteria  | 55"75       |      |
| 1992 | Giochi olimpici              | Barcellona   | 400 m hs    | Batteria  | 1'00"97     |      |
| 1993 | Mondiali                     | Stoccarda    | 400 m piani | Batteria  | 56"06       |      |
| 1993 | Mondiali                     | Stoccarda    | 400 m hs    | Batteria  | 1'00"29     |      |
| 1993 | Mini-Giochi del Sud Pacifico | Port Vila    | 400 m piani | Oro       | 54"25       |      |
| 1993 | Mini-Giochi del Sud Pacifico | Port Vila    | 400 m hs    | Oro       | 1'00"99     |      |
| 1994 | Campionati oceaniani         | Auckland     | 400 m piani | Oro       | 55"72       |      |
| 1994 | Campionati oceaniani         | Auckland     | 400 m hs    | Oro       | 1'01"70     |      |
| 1994 | Giochi della Francofonia     | Bondoufle    | 400 m piani | 6ª        | 54"90       |      |
| 1994 | Giochi della Francofonia     | Bondoufle    | 400 m hs    | Batteria  | 59"69       |      |
| 1994 | Giochi del Commonwealth      | Victoria     | 400 m piani | Batteria  | 55"77       |      |
| 1994 | Giochi del Commonwealth      | Victoria     | 400 m hs    | Batteria  | 59"94       |      |
| 1995 | Mondiali                     | Göteborg     | 400 m piani | Batteria  | 53"92       |      |
| 1995 | Giochi del Sud Pacifico      | Pirae        | 200 m piani | Argento   | 24"85       |      |
| 1995 | Giochi del Sud Pacifico      | Pirae        | 400 m piani | Oro       | 54"69       |      |
| 1995 | Giochi del Sud Pacifico      | Pirae        | 400 m hs    | Oro       | 59"65       |      |
| 1995 | Giochi del Sud Pacifico      | Pirae        | 4×400 m     | Argento   | 3'57"50     |      |
| 1996 | Giochi olimpici              | Atlanta      | 400 m hs    | Batteria  | 58"68       |      |
| 1998 | Campionati oceaniani         | Nukuʻalofa   | 400 m piani | Argento   | 55"06       |      |
| 1998 | Campionati oceaniani         | Nukuʻalofa   | 800 m piani | Argento   | 2'23"94     |      |
| 1998 | Campionati oceaniani         | Nukuʻalofa   | 400 m hs    | Argento   | 1'01"10     |      |
| 1998 | Giochi del Commonwealth      | Kuala Lumpur | 400 m piani | Batteria  | 55"60       |      |
| 1998 | Giochi del Commonwealth      | Kuala Lumpur | 400 m hs    | 7ª        | 59"87       |      |
| 1999 | Mondiali                     | Siviglia     | 400 m hs    | Batteria  | 1'01"86     |      |
| 1999 | Giochi del Sud Pacifico      | Santa Rita   | 200 m piani | Bronzo    | 25"16       |      |
| 1999 | Giochi del Sud Pacifico      | Santa Rita   | 400 m piani | Oro       | 54"30       |      |
| 1999 | Giochi del Sud Pacifico      | Santa Rita   | 800 m piani | Argento   | 2'18"33     |      |
| 1999 | Giochi del Sud Pacifico      | Santa Rita   | 400 m hs    | Argento   | 58"90       |      |
| 2000 | Campionati oceaniani         | Adelaide     | 400 m piani | Oro       | 55"37       |      |
| 2000 | Campionati oceaniani         | Adelaide     | 400 m hs    | Oro       | 1'00"62     |      |
| 2000 | Giochi olimpici              | Sydney       | 400 m hs    | Batteria  | 1'02"68     |      |

## Altre competizioni internazionali
2001
- Campionati melanesiani ( Suva):  nei 200 m piani (26"0);  nei 400 m piani (59"0);  nei 400 m hs (1'05"5)